# Yesterday's Son
Yesterday's Son è il terzo album del gruppo musicale The Mayan Factor, pubblicato il 21 dicembre del 2012, album postumo alla morte del frontman Ray Schuler.

## Tracce
1. Preacher's Daughter – 4:35
2. A Life and a Shovel – 4:59
3. Dormant – 5:03
4. A Breath of Fallen Air – 5:08
5. Parabellum – 3:56
6. Dead Leaves – 4:42
7. Hello – 4:27

## Formazione
- Ray Schuler - voce, chitarra
- Brian Scott: - chitarra, cori
- Matt Toronto: - batteria
- Kevin Baker: - basso
- Chuck Jacobs: - percussioni, cori